# Marthe Bigelbach-Fohrmann
Marthe Bigelbach-Fohrmann, née le 7 mai 1933 à Dudelange (Luxembourg) et morte le 7 septembre 1995 à Luxembourg-Ville (Luxembourg), est une femme politique luxembourgeoise, membre du Parti ouvrier socialiste luxembourgeois (LSAP).
En 1948, Marthe Fohrmann rejoint les Jeunesses socialistes avant de devenir la présidente en 1972 des Femmes socialistes à Dudelange. 
À la suite des élections législatives du 26 mai 1974, Marthe Bigelbach-Fohrmann est élu à la Chambre des députés pour la circonscription Sud. De 1976 à 1988, elle est membre du conseil communal de Dudelange. En 1978, elle met un point d'honneur dans le débat sur la réglementation de l'avortement et, en mai 1979, demande l'abolition de la peine de mort.
Elle est la fille du député-maire Jean Fohrmann. Sa sœur est la mère d'Alex Bodry.